# Mainstay Goldstar FC
Mainstay Goldstar Football Club é um clube futebolístico guianense, sediado na região de Essequibo. 
Atualmente, o time disputa a Liga de Elite do Campeonato Guianense de Futebol, para a qual foi promovido após vencer a edição 2024-25 da Segunda Divisão.
Também disputa o campeonato regional de Essequibo-Pomeroon, equivalente a um estadual no Brasil, no qual já foi campeão em cinco temporadas, sendo o título de 2024 o mais recente.